# Spångagölen, Småland
Spångagölen eller Spångagöl var en sjö i Vaggeryds kommun i Småland och ingick i Lagans huvudavrinningsområde. Den låg där nu en avfallsanläggning är belägen.